# Alphonsea sclerocarpa
Alphonsea sclerocarpa Thwaites – gatunek rośliny z rodziny flaszowcowatych (Annonaceae Juss.). Występuje naturalnie na Sri Lance oraz w Indiach (w stanach Andhra Pradesh, Kerala i Tamilnadu. 

## Morfologia
PokrójZimozielone drzewo.
LiścieMają lancetowaty kształt. Mierzą 6–7,5 cm długości oraz 1,5–2,5 cm szerokości. Nasada liścia jest zaokrąglona. Wierzchołek jest tępy.
KwiatySą zebrane w pęczkach. Rozwijają się w kątach pędów. Działki kielicha mają okrągły kształt. Są zrośnięte i owłosione. Płatki mają owalny kształt. Osiągają do 5 mm długości. Kwiaty mają 3–6 owłosionych i podłużnych słupków o długości 2 mm.
OwoceZłożone z 3–5 owoców. Są owłosione i mają prawie kulisty kształt. Osiągają 15 mm długości.

## Biologia i ekologia
Kwitnie w marcu, natomiast owoce pojawiają się od sierpnia do października.